# Ejn Bokek

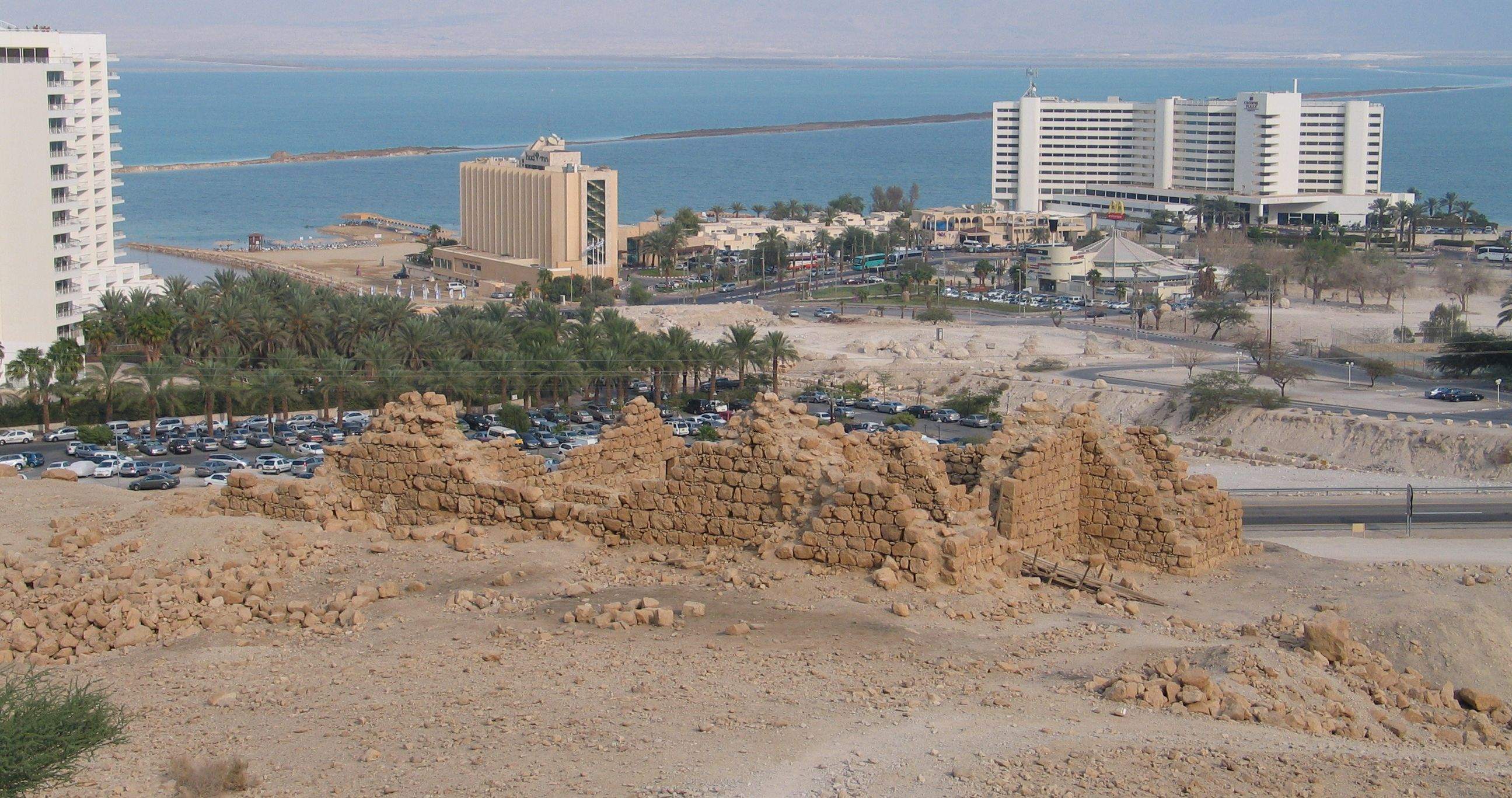
V popředí pevnost Mecad Bokek, za ní Ejn Bokek a Mrtvé moře

Ejn Bokek (hebrejsky עין בוקק‎) je hotelový komplex a letovisko na izraelských březích Mrtvého moře, blízko Neve Zohar. Je pod správou oblastní rady Tamar. Archeologické vykopávky nalezly v oblasti ruiny Mecad Bokek, malé římské pevnosti a pozůstatky prastarých továren na parfémy a léčiva. Jméno je odvozeno od Nachal Bokek, rokle s unikátní faunou a flórou. Zoharské termální prameny (hebrejsky חמי זוהר, Chamej Zohar‎) se nacházejí tři kilometry jižně od Ejn Bokek. Tamní voda obsahuje vysoké množství síry a má údajné příznivé účinky na léčbu svalových a kloubových onemocnění a alergií.